# AHS Centaur
Australian Hospital Ship (AHS) Centaur era un buque hospital activo durante la Segunda Guerra Mundial, que fue atacado y hundido por un submarino japonés en 1943. De las 332 personas que se encontraban en la nave, 268 murieron, entre ellas 11 enfermeras y 17 médicos. El buque escocés fue construido en 1924, como una combinación de pasajeros de línea/carga y operaba en la ruta comercial entre Australia Occidental y Singapur a través de la isla de Java, el transporte era de pasajeros, carga, y ganado.
Centaur ha servido tanto civilmente, en capacidades militares y durante su carrera  participó  en el remolque de un ballenero japonés dañado y en la recuperación de sobrevivientes alemanes del combate entre HMAS Sydney y el crucero auxiliar alemán Kormoran. 
Después de su temprana conversión a un buque hospital, el HAS Centaur trabajo para la segunda fuerza australiana. 

## Diseño y construcción

### Diseño original

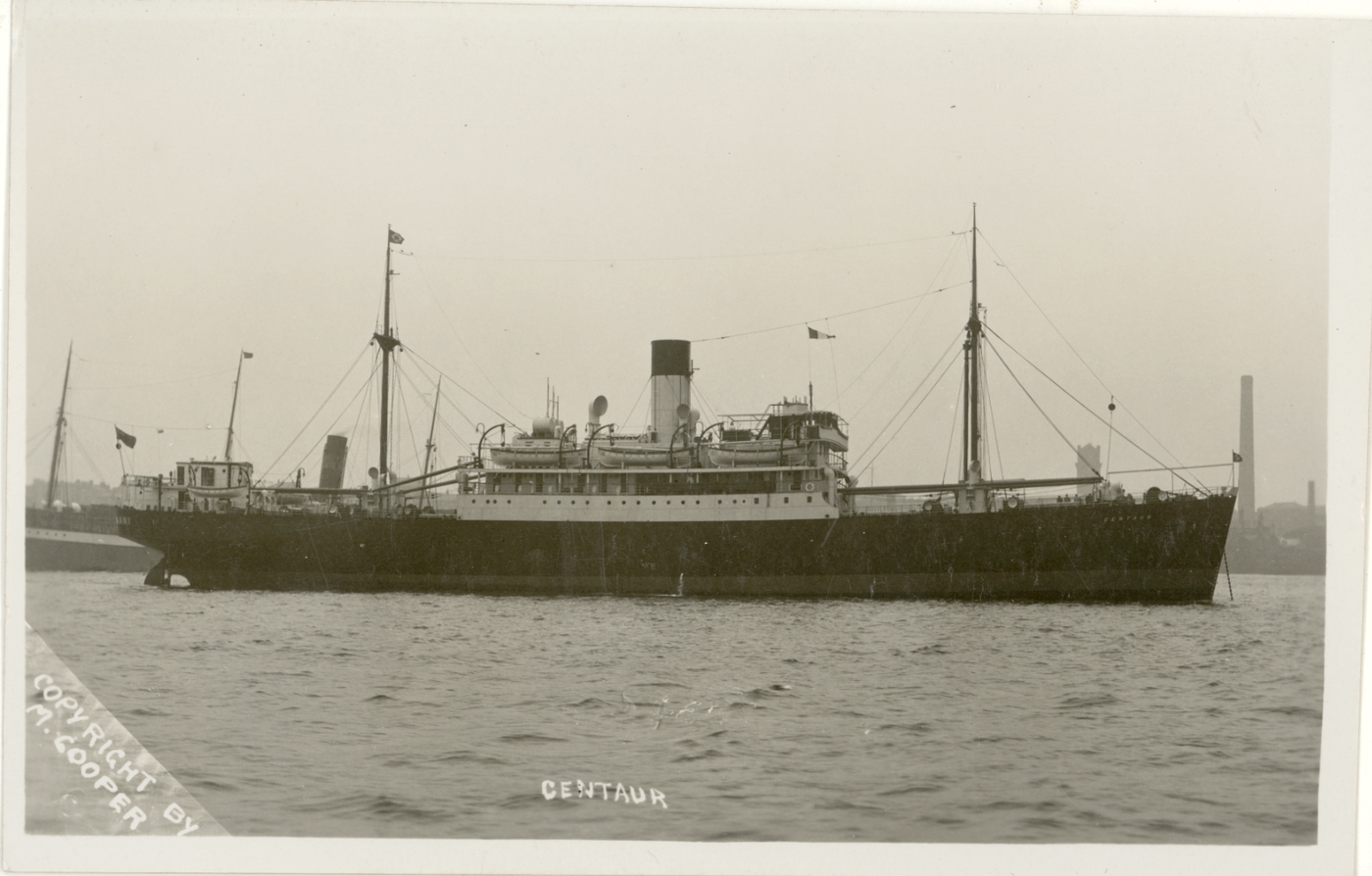
El Centaur antes del inicio de la guerra.

A principios de 1923, el Ocean Steamship Company (mejor conocida como Alfred Holt's Blue Funnel Line) deciden que un nuevo buque sería necesario para sustituir el envejecimiento de Charon en la ruta comercial de Australia Occidental a Singapur. El buque tuvo que ser capaz de transportar simultáneamente a pasajeros, carga, y ganadería. La compañía Scotts Shipbuilding and Engineering Company fue elegida para construir el Centaur en Greenock, Escocia. La quilla del barco se colocó el 16 de noviembre de 1923, con el buque listo para su recogida el 29 de agosto de 1924. Centaur fue diseñado para transportar 72 pasajeros y 450 de ganado. La carga se llevaba en cuatro bodegas y mientras que las dos cubiertas en el casco eran principalmente para el ganado, que podría ser utilizado como espacio de carga adicional. Centaur fue uno de los primeros buques civiles en estar equipados con un motor diésel. Centaur fue construido con un costo de 146.750 libras esterlinas. 
En diciembre de 1939, Centaur se sometió a una renovación menor en Hong Kong, recibiendo una nueva hélice y un compresor instalado en el motor. El compresor se rompió en abril de 1942, pero no pudo ser reparada debido a la escasez de tiempo por la guerra y por restricción de acceso de los buques no-militares a los astilleros.

## Hundimiento

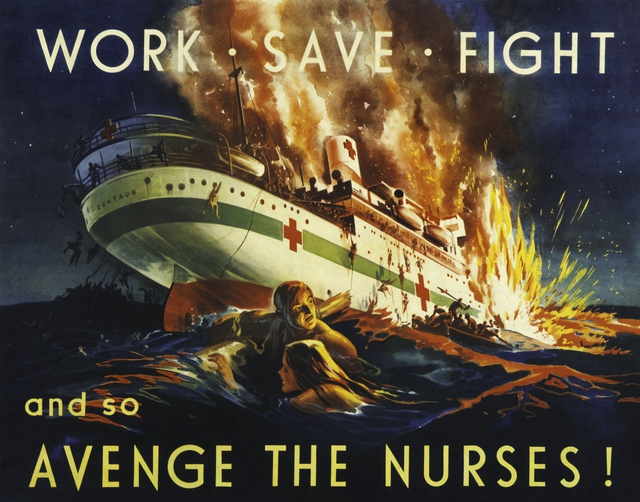
Un cartel de propaganda llamando a los australianos para vengar el hundimiento del Centaur.

En el amanecer del 14 de mayo de 1943, mientras realizaba su segundo viaje el  Centaur fue torpedeado y hundido por un submarino japonés, cerca de la isla de Stradbroke del Norte, Queensland. La mayoría de los 332 tripulantes a bordo murieron en el ataque y los 64 supervivientes tuvieron que esperar durante 36 horas antes que fueran rescatados. 
El ataque dio lugar a la indignación pública, ya que se consideró un crimen de guerra.
Las protestas fueron realizadas por los gobiernos de Australia y Reino Unido hacia Japón y se hicieron esfuerzos para descubrir a los responsables, por los que podrían ser juzgados en un tribunal de crímenes de guerra. 
A pesar de ello, no fue hasta 1979 que el submarino I-177 fue identificado como el atacante. Los acontecimientos que rodearon el hundimiento del Centaur fueron controvertidos porque se ha acreditado que pudo haber violado las convenciones internacionales. 
Los esfuerzos para localizar el lugar del hundimiento ya se han hecho, pero a pesar de una identificación falsa en 1995, no fue hasta el año 2003 en que se señaló el lugar.
En 2009, sus restos fueron fotografiados a más de 2.000 m de profundidad.

### Libros
- Adam-Smith, Patsy (1984). Australian Women at War. Melbourne, VIC: Thomas Nelson Australia. ISBN 0170064085. OCLC 12750077.
- Frame, Tom (2004). No Pleasure Cruise: the story of the Royal Australian Navy. Crows Nest, NSW: Allen & Unwin. ISBN 1741142334. OCLC 55980812.